# Castor (etapa de cohete)

Diagrama mostrando el uso de una Castor como segunda etapa de un vehículo Scout-B.

Castor es el nombre de una familia de etapas de cohetes de combustible sólido y propulsores  que fueron construidas por Thiokol y usadas en una gran variedad de lanzaderas espaciales. Fueron inicialmente desarrolladas como el motor de segunda etapa del cohete Scout. El diseño estaba basado en el MGM-29 Sergeant, un misil tierra-tierra desarrollado por el Ejército de los Estados Unidos en el Laboratorio de Propulsión a Chorro.